# هنگ کنگ اکسپرس
هنگ کنگ اکسپرس (به انگلیسی: Hong Kong Express) یک شرکت هواپیمایی با کد یاتا UO است که در تاریخ ۲۰۰۴ میلادی تأسیس شده است. دفتر مرکزی هنگ کنگ اکسپرس در هنگ کنگ واقع شده است و قطب این شرکت هواپیمایی در فرودگاه بین‌المللی هنگ‌کنگ قرار دارد و به ۲۳ مقصد، پرواز مستقیم انجام می‌دهد.